# Клин (Воронежская область)
Клин — хутор в Острогожском районе Воронежской области. Входит в Солдатское сельское поселение.

## Население
| 2000 | 2010 |
| ---- | ---- |
| 7    | ↘0   |

## Инфраструктура
На хуторе имеется одна улица — Клины.